# Línea Naranja (Tranvía de San Diego)
La Línea Naranja es una línea del Tranvía de San Diego que actualmente opera en la ciudad de San Diego y El Cajón, California (Estados Unidos).

## Historia
Los servicios empezaron con la segunda línea del trolley de San Diego en el año de 1986, inicialmente operaba entre el centro de San Diego y la Avenida Euclid. Anteriormente la gente le llamaba como "La línea Este", y mantuvo ese nombre aun cuando hubo varias extensiones sucesivas como en la Calle Spring, El Cajon Transit Center, Bayside en el downtown, y en Santee Town Center. Después de eso, se le cambió el nombre a la Línea Naranja en el año de 1997. Los servicios entre Gillespie Field y Santee Town Center fueron reemplazados por la Línea Verde en el 2005.